# Brandermill
Brandermill è un census-designated place (CDP) degli Stati Uniti d'America, situato nello stato della Virginia, nella contea di Chesterfield. Secondo il censimento del 2020 gli abitanti di Brandermill ammontavano a 13 730.

## Storia
La costruzione di Brandermill è stata pianificata nel 1974 e la costruzione iniziò nel 1975. Nel 1977 la rivista Better Homes and Gardens definì la città come la comunità meglio pianificata in America.
Il famigerato assassino John List venne arrestato mentre viveva a Brandermill.